# Henry du Boucher
Henry du Boucher, né le 18 juin 1835 à Dole et mort le 17 janvier 1891 à Dax, est un paléontologue, minéralogiste et géologue français. Il est le premier président de la société de Borda, de 1876 à 1889.

## Biographie
Charles Henry du Boucher naît le 18 juin 1835 à Dole, dans le Jura. Il est issu d'une prestigieuse famille originaire de Dax, dans les Landes. Il entre dans l'armée, mais abandonne cette carrière après une chute de cheval. Il choisit alors d'étudier la paléontologie, la minéralogie et la géologie et publie de nombreux travaux. Avec d'autres dacquois, il fonde en 1876 la société de Borda, avec pour but d'encourager l'étude de tout ce qui concerne les Landes. Il en est membre de 1876 à 1891 et son premier président de 1876 à 1889. En 1882, il organise un congrès scientifique, historique et archéologique à Dax, qui dure cinq jours et attire de nombreux savants. Il meurt le 17 janvier 1891 à Dax. Il est inhumé au cimetière Saint-Pierre de Dax.

## Publications
- L'Art avant l'histoire, Bayonne, Lespès, 1 p. (présentation en ligne) ;
- L'âge de la pierre polie dans les Landes, Paris, Leroux, 1875, 32 p. (présentation en ligne) en collaboration avec Raimond Pottier ;
- Les Aquenses primitifs, ou Dax avant l'histoire, Dax, Jestide, 1879, 71 p. (présentation en ligne) ;
- Société de Borda : congrès scientifique de Dax en 1882, Dax, Justère, 1882, 4 p. (présentation en ligne) ;
- L'atlas conchyliologique de Grateloup, Dax, Justère, 1885, 52 p. (présentation en ligne) ;
- Dans le bulletin de la Société de Borda :
  - « Sur une framée mérovingienne retrouvée à Uza (Landes) », Bulletin de la Société de Borda,‎ 1876, p. 45-47 (lire en ligne).
  - « Une station de l’âge de bronze aux environs de Dax », Bulletin de la Société de Borda,‎ 1876, p. 115-122 (lire en ligne).
  - « Les Aquenses primitifs ou Dax avant l’histoire », Bulletin de la Société de Borda,‎ 1877, p. 239-249 et 273-288 (lire en ligne).
  - « Le squelette de la grotte du saumon à Saint-Jean-de-Lier », Bulletin de la Société de Borda,‎ 1877, p. 307-319 (lire en ligne).